# القصيع (ريمة)

تعديل مصدري - تعديل

قرية القصيع

هي إحدى قرى عزلة بكال الواقعة ضمن مديرية مزهر التابعة لمحافظة ريمة، بلغ تعداد سكانها (1264) نسمة حسب تعداد اليمن لعام 2004.

## المحلات التابعة للقرية
- جدهون
- حيث
- الكرف
- غرابه
- العروش
- رجم
- الساقية
- المقارنة
- شرف بني الجرادي
- بركة الحقل
- السيرة
- البرح
- حلحل
- دا مانع
- المودن
- الجبل
- الكدف

## روابط خارجية
- الدليل الشامــل